# Małgorzata Rożniecka
Małgorzata Rożniecka (Stettino, 1978) è una modella polacca incoronata Miss International 2001.
È stata la terza rappresentante della Polonia ad ottenere il titolo, dopo Agnieszka Kotlarska incoronata nel 1991 e Agnieszka Pachałko nel 1993. 